# Platycephalus fuscus
Espèce
Platycephalus fuscus est une espèce de poissons marins de la famille des platycéphalidés.
C'est un poisson prédateur de grande taille. On le trouve dans les estuaires, les lacs estuaires et les baies côtières de la côte Est de l'Australie, de Cairns dans le Queensland, dans les lacs du Gippsland, dans le Victoria. Il vit sur le sable, sur la boue ou le gravier des eaux estuariennes selon le rythme des marées.